# 2153 Akiyama
2153 Akiyama este un asteroid din centura principală, descoperit pe 1 decembrie 1978.